# Wojna Ga z Fante
Wojna Ga z Fante – wojna plemienna, która wybuchła w 1811 roku pomiędzy ludami Ga i Fante na terenie Konfederacji Aszanti.
Wojna ta pociągnęła za sobą serię bitew między Aszanti i ich sprzymierzeńcami, ludem Ga z Akry i plemionami Elmina, przeciwko przymierzu Fante, Akim i plemion Akwapim. Aszanti wygrali jawną bitwę, lecz z drugiej strony musieli się wycofać wobec taktyki partyzantki używanej przez Akwapim na Wzgórzach Akwapim, gdzie Aszanti nie znali tak dobrze terenu. Akwapim walczyli też przeciw Europejczykom zdobywając holenderski fort w Apam i brytyjski w Tantamkweri.